# Stetteldorf am Wagram
Stetteldorf am Wagram é um município da Áustria localizado no distrito de Korneuburg, no estado de Baixa Áustria. im Bezirk Korneuburg.svg